# Loreto (Dinagat Islands)
Loreto is een gemeente in de Filipijnse provincie Dinagat Islands op het eiland Dinagat. Bij de laatste census in 2007 telde de gemeente ruim negenduizend inwoners.

## Geografie

### Bestuurlijke indeling
Loreto is onderverdeeld in de volgende 10 barangays:
| - Carmen - Esperanza - Ferdinand - Helene - Liberty | - Magsaysay - Panamaon - San Juan - Santa Cruz - Santiago |

## Demografie
Loreto had bij de census van 2007 een inwoneraantal van 9.030 mensen. Dit zijn 279 mensen (3,2%) meer dan bij de vorige census van 2000. De gemiddelde jaarlijkse groei komt daarmee uit op 0,43%, hetgeen lager is dan het landelijk jaarlijks gemiddelde over deze periode (2,04%). Vergeleken met de census van 1995 is het aantal mensen met 982 (12,2%) toegenomen.

De bevolkingsdichtheid van Loreto was ten tijde van de laatste census, met 9.030 inwoners op 255,87 km², 31,5 mensen per km².